# Del Palmer
Derek Peter "Del" Palmer (3 de novembro de 1952 – 5 de janeiro de 2024) foi um cantor, compositor, guitarrista e engenheiro de som inglês, mais conhecido por seu trabalho com Kate Bush, com quem ele também teve um relacionamento longo entre o final dos anos 1970 e o começo dos anos 1990. Ele lançou o seu primeiro álbum de estúdio solo chamado Leap of Faith em 2007, seguido por Gift em 2010. Seu terceiro álbum solo, Point of Safe Return, foi lançado em 6 de março de 2015.

## Biografia
Nascido em Greenwich, sudeste de Londres, ele começou a tocar baixo em 1967, se unindo à banda de seu amigo Brian Bath, Cobwebs and Strange. Em 1969, Palmer e Bath formaram a banda Tame, com Victor King na bateria. A banda durou até 1970. A partir de 1972, Palmer e Bath estiveram na banda Company, com Barry Sherlock (guitarra) e Lionel Azulay (bateria). Eles assinaram com o Cube Records em 1973, mas Azulay se machucou em um acidente rodoviário. Charlie Morgan se tornou o baterista em 1974 e a banda mudou seu nome para Conkers. Uma série de singles foram lançados na Cube.
Em 1977, a banda KT Bush Band começou com Bush, Palmer, Bath e Vic King, tocando no circuito dos pubs. Seu repertório ao vivo incluía materiais que iriam aparecer posteriormente no primeiro álbum de Bush. Começando com o seu segundo álbum, lançado em 1978, Lionheart, Palmer se tornou um dos principais baixistas de estúdio de Bush (junto com John Giblin). Ele também saiu em turnê com ela em 1979.
Ele é creditado com engenheiro nos álbuns de Kate Bush Hounds of Love (1985), The Sensual World (1989), The Red Shoes (1993)  and Aerial (2005). Além disso, Del Palmer é prevalente em alguns dos vídeos musicais de Kate Bush; em 1982, ele atuou como o motorista do carro de fuga no clipe de "There Goes a Tenner", e em 1986, apareceu no sucesso de crítica clipe estendido de "Experiment IV", em que ele atua como um paciente em uma base militar secreta onde o "experimento" que dá nome à música é praticado nele com consequências horríveis. O clipe, descrito como um "filme em miniatura" também apresenta Hugh Laurie, Peter Vaughan, Dawn French e Paddy Bush; ele foi banido da transmissão no programa da BBC, Top of the Pops, devido à natureza gráfica do vídeo. O vídeo musical, dirigido por Bush, foi nomeado ao Best Concept Music Video no 30th Annual Grammy Awards  Também em 1986, ele apareceu no vídeo de "The Big Sky" como um major do exército que tocava guitarra, que, em 1987, foi nomeado para Melhor Vídeo Feminino no MTV Video Music Awards.  Del Palmer também atuou como Houdini, o homem prestes a ser beijado por Bush na capa frontal de seu álbum de 1982, The Dreaming. Ele é creditado como engenheiro em mais três álbuns envolvendo Bush: Answers to Nothing de Midge Ure (onde Palmer projetou as gravações dos vocalistas convidados), Once, de Roy Harper e Again de Alan Stivell. Ele foi o baixista de Lionheart, Never for Ever, The Dreaming, Hounds of Love, The Sensual World e Aerial (em 5 faixas), e em uma faixa em 50 Words for Snow.

### Atividade Recente
Palmer é baixista nos álbuns de Billy Sherwood, Back Against the Wall e Return to the Dark Side of the Moon, ambos em tributo à Pink Floyd. Ele lançou seu primeiro álbum solo chamado Leap of Faith em 2007, seguido por um EP de cinco faixas chamado Outtees & Alternatives em 2008. Ele apareceu no documentário da BBC Queens of British Pop, discutindo Kate Bush, e de novo no documentário da BBC Four The Kate Bush Story – Running Up That Hill. Ele lançou seu segundo álbum solo chamado Gift em 2010. Seu terceiro álbum, Point of Safe Return, foi lançado em março de 2015.
Em 2018, ele tocou em uma série de shows na Inglaterra e na Irlanda, com membros da Cloudbursting, banda-tributo à Kate Bush, em celebração dos 40 anos de lançamento de seu primeiro álbum.
O músico faleceu em 5 de janeiro de 2024 aos 71 anos, a causa da morte não foi informada. Ele sofria de problemas de saúde a vários anos. 

## Discografia
- Leap of Faith (2007)
- Gift (2010)
- Point of Safe Return (2015)